# Drosophila loewi
Drosophila loewi este o specie de muște din genul Drosophila, familia Drosophilidae, descrisă de Vilela și Bachli în anul 2000. Conform Catalogue of Life specia Drosophila loewi nu are subspecii cunoscute.